# Artes plásticas

Candido Portinari, artista plástico brasileiro do Séc. XX

As artes plásticas ou belas-artes são as formações expressivas realizadas utilizando-se de técnicas de produção que manipulam materiais para construir formas e imagens que revelem uma concepção estética e poética em um dado momento histórico. O surgimento das artes plásticas está directamente relacionado com a evolução da espécie humana. O artista plástico lida com papel, tinta, gesso, argila, rochas, madeira, minerais e metais, programas de computador e outras ferramentas tecnológicas para produzir suas peças.

## História
As artes plásticas surgiram na pré-história. Existem diversos exemplos da pintura rupestre em cavernas. Até os dias atuais há sempre uma necessidade de expressão artística utilizando novos meios. É nas artes plásticas que encontramos o uso de novos meios para a criação, invenção e apreciação estética. 
As artes plásticas ou belas-artes são as formações expressivas realizadas utilizando-se de técnicas de produção que manipulam materiais para construir formas e imagens que revelem uma concepção estética e poética em um dado momento histórico. 

O Abaporu, de Tarsila do Amaral, símbolo do movimento antropofágico que marcou o Modernismo no Brasil

O surgimento das artes plásticas está directamente relacionado com a evolução da espécie humana. O artista plástico lida com papel, tinta, gesso, argila, rochas, madeira, minerais e metais, programas de computador e outras ferramentas tecnológicas para produzir suas peças.